# شارن (ماساچوست)
شارن، ماساچوست
شارن(به انگلیسی: Sharon) شهرکی در شهرستان نورفولک ایالت ماساچوست می‌باشد که در سال ۱۷۷۵ بنیان‌گذاری شده‌است. این شهرک در سرشماری سال ۲۰۱۰ میلادی، ۱۷٬۶۱۲ نفر جمعیت داشته‌است.